# Valence (Charente)
 Valence  es una población y comuna francesa, en la región de Poitou-Charentes, departamento de Charente, en el distrito de Angoulême y cantón de Mansle.

## Demografía
| 302 | 242 | 256 | 265 | 212 | 240 |
| Para los censos de 1962 a 1999 la población legal corresponde a la población sin duplicidades (Fuente: INSEE [Consultar]) |     |     |     |     |     |